# Eterosonycha
Eterosonycha là một chi nhện trong họ Micropholcommatidae.